# 田並駅
田並駅（たなみえき）は、和歌山県東牟婁郡串本町田並にある、西日本旅客鉄道（JR西日本）紀勢本線（きのくに線）の駅である。

## 歴史
- 1940年（昭和15年）8月8日：国鉄紀勢西線江住駅 - 串本駅間開通に伴い開業[1][2]。
- 1959年（昭和34年）7月15日：三木里駅 - 新鹿駅間開通に伴う線路名称改定により、紀勢本線の駅となる[1]。
- 1971年（昭和46年）7月1日：貨物取扱を廃止[2]。
- 1978年（昭和53年）4月1日：荷物扱い廃止[2]。
- 1985年（昭和60年）3月14日：無人駅化[3]。
- 1987年（昭和62年）4月1日：国鉄分割民営化に伴い、西日本旅客鉄道（JR西日本）の駅となる[1][2]。
- 2021年（令和3年）3月13日：ICカード「ICOCA」の利用が可能となる[4]。

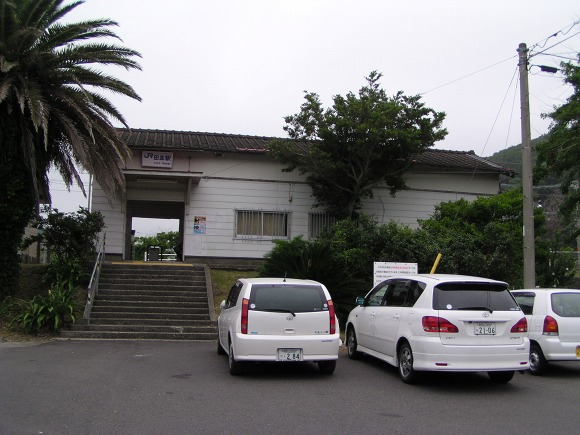
旧駅舎（2005年8月）

## 駅構造
島式ホーム1面2線を有する、列車交換設備を備えた地上駅。駅舎は線路南側（海側）にある。ホームと駅舎は周参見寄りの構内踏切（遮断機あり）で連絡している。
古くからの駅舎が残っていたが、2020年に改築された。新宮駅管理の無人駅。トイレは、男女共用の汲取り式である。2021年3月13日よりICOCAが利用可能になった。

### のりば
| のりば | 路線       | 行先                 |
| ------ | ---------- | -------------------- |
| 1      | きのくに線 | 紀伊田辺・和歌山方面 |
| 2      | きのくに線 | 串本・新宮方面       |

- 上表の路線名は旅客案内上の名称（愛称）で表記している。

## 利用状況
近年の1日平均乗車人員は以下の通り。
| 年度   | 1日平均 乗車人員 |
| ------ | ---------------- |
| 1998年 | 70               |
| 1999年 | 65               |
| 2000年 | 51               |
| 2001年 | 39               |
| 2002年 | 30               |
| 2003年 | 26               |
| 2004年 | 23               |
| 2005年 | 19               |
| 2006年 | 22               |
| 2007年 | 20               |
| 2008年 | 17               |
| 2009年 | 16               |
| 2010年 | 16               |
| 2011年 | 15               |
| 2012年 | 16               |
| 2013年 | 20               |
| 2014年 | 16               |
| 2015年 | 16               |
| 2016年 | 15               |
| 2017年 | 11               |
| 2018年 | 8                |
| 2019年 | 7                |
| 2020年 | 7                |
| 2021年 | 9                |
| 2022年 | 10               |

## 駅周辺
- 串本町立串本西中学校
- 田並郵便局
- 田並劇場[6]
- 国道42号
- 串本町コミュニティバス「田並駅前」停留所 - 和深線

## 隣の駅
西日本旅客鉄道（JR西日本）
 きのくに線（紀勢本線）
紀伊有田駅 - 田並駅 - 田子駅